# ロヴロ・マイェル
ロヴロ・マイェル（Lovro Majer、1998年1月17日 - ）は、クロアチア・ザグレブ出身のサッカー選手。ブンデスリーガ・VfLヴォルフスブルク所属。クロアチア代表。ポジションはMF（攻撃的MF）。

## 経歴

### クラブ
2016年6月30日、UEサンタ・コロマとのUEFAヨーロッパリーグ予選でトップチームデビュー。2017-18シーズン、リーグ戦30試合で11得点を記録し、チームの最多得点選手となった。また、この活躍により、フォーフォーツー選出のブレイク候補若手100選に選ばれた。
2018年6月27日、NKディナモ・ザグレブに移籍し、歴代の名選手が着用していた背番号10を引き継いだ。
2021年8月26日、5年契約でスタッド・レンヌに移籍。
2023年8月16日、VfLヴォルフスブルクに移籍し、5年契約を締結した。

### 代表
2017年5月28日、メキシコ代表との親善試合でクロアチア代表デビュー。
2022年11月、ワールドカップカタール大会に出場、グループリーグ第2戦のカナダ戦では1ゴールを挙げた。

## 代表歴

### 出場大会
- クロアチア代表
  - 2022 FIFAワールドカップ
  - UEFA EURO 2024

### 試合数
- 国際Aマッチ 27試合 5得点（2017年-）[11]

| クロアチア代表 | 国際Aマッチ | 国際Aマッチ |
| 年             | 出場        | 得点        |
| -------------- | ----------- | ----------- |
| 2017           | 1           | 0           |
| 2018           | 0           | 0           |
| 2019           | 0           | 0           |
| 2020           | 0           | 0           |
| 2021           | 2           | 2           |
| 2022           | 15          | 2           |
| 2023           | 9           | 1           |
| 2024           |             |             |
| 通算           | 27          | 5           |

## タイトル
ディナモ・ザグレブ
- プルヴァHNL: 2018-19, 2019-20, 2020-21
- フルヴァツキ・ノゴメトニ・クプ: 2020-21
- フルヴァツキ・ノゴメトニ・スーペルクプ: 2019